# Le Favril (Eure)
Le Favril ist eine französische Gemeinde mit 183 Einwohnern (Stand 1. Januar 2022) im Département Eure in der Region Normandie.

## Geografie
Le Favril liegt in der Landschaft Lieuvin, 44 Kilometer südöstlich von Le Havre, etwa zwölf Kilometer nordwestlich von Bernay, dem Sitz der Unterpräfektur des Arrondissements, und etwa acht Kilometer nordöstlich von Thiberville, auf einer mittleren Höhe von 172 Metern über dem Meeresspiegel. Nachbargemeinden von Le Favril sind Heudreville-en-Lieuvin im Nordwesten, Épreville-en-Lieuvin im Norden, Bazoques im Südwesten und Folleville im Südwesten. Das Gemeindegebiet hat eine Fläche von 403 Hektar.
Die Gemeinde ist einer Klimazone des Typs Cfb (nach Köppen und Geiger) zugeordnet: Warmgemäßigtes Regenklima (C), vollfeucht (f), wärmster Monat unter 22 °C, mindestens vier Monate über 10 °C (b). Es herrscht Seeklima mit gemäßigtem Sommer.
In Le Favril besteht die Gefahr sich plötzlich im Boden bildender metertiefer Löcher. Die sogenannten Marnières sind alte Mergelgruben, die sich zum Beispiel nach starkem Regen öffnen können, wenn die Schuttfüllung in die Seitengänge geschwemmt wird. Durchschnittlich gibt es im Département Eure etwa 15 unterirdische Hohlräume, besonders Marnières und Versickerungsstrecken pro Quadratkilometer. In Le Favril gibt es vier Marnières, einen karstischen und fünf Hohlräume unbekannter Herkunft.
Außerdem besteht ein Risiko von Unfällen von Gefahrguttransporten, da die Gemeinde an der stark befahrenen Departementsstraße D834 zwischen Bernay und Lisieux liegt.

## Geschichte
1409 war Le Favril ein sogenanntes Demi-fief de Haubert, etwa ‚halbiertes Lehen des Ringelpanzers‘. Diese Form der Unterteilung von Lehen war im Feudalismus nur in der Normandie und der Bretagne üblich. Der Besitzer des Lehens wurde automatisch Ritter, wenn er das Lehen erbte und 21 Jahre alt war, und musste in der ländlichen Armee seines Herrn dienen. Der Ringelpanzer war in diesem Zusammenhang das Symbol des Rittertums. Wenn diese Lehen vererbt wurden, konnten sie in bis zu acht Teile geteilt werden. Das Halblehen Le Favril unterstand der Baronie von Orbec. Die Hohe Gerichtsbarkeit hatte die Vicomté Folleville inne. 1784 unterhielt der Gerichtshof von Folleville einen Gerichtssaal in Le Favril, in dem auch die Armen gespeist wurden.
Im 18. Jahrhundert bis zur Französischen Revolution (1789–1799) gehörte das Lehen den Seigneurs von Heudreville-en-Lieuvin. Im Ancien Régime wurde der Pfarrer der Gemeinde immer vom Seigneur eingesetzt.
1793 erhielt Le Favril im Zuge der Französischen Revolution unter dem Namen Favril den Status einer Gemeinde und 1801 durch die Verwaltungsreform in der Regierungszeit Napoleon Bonapartes (1769–1821) unter dem heutigen Namen das Recht auf kommunale Selbstverwaltung. Le Favril gehörte während der Revolution zur Sergenterie von Folleville und stellte zwei Abgeordnete für deren Rat. Dieser Rat wählte Abgeordnete für die Nationalversammlung.
Im Deutsch-Französischen Krieg (1870–1871) zahlte Le Favril insgesamt 11603 Francs an die deutsche Obrigkeit. 6979 Francs in Form von Abgaben und Steuern und 4624 Francs in Form von requirierten Naturalien beziehungsweise durch zerstörtes Eigentum.
Im Zweiten Weltkrieg (1939–1945) wurde Le Favril 1940 von der deutschen Wehrmacht besetzt und am 24. August 1944 von Kanadischen Streitkräfte befreit.
Von 1398 bis 1509 wurde sporadisch die Anzahl von Haushalten ermittelt. Das war wichtig für die Erhebung von Steuern, den sogenannten Fouages. Der Historiker Michel Nortier schätzt die durchschnittliche Anzahl der Personen in einem Haushalt in jener Zeit in der Normandie auf fünf Personen. In Le Favril gab es im Jahr 1506 29 Haushalte und demnach etwa 145 Einwohner. 1509 waren es 37 Haushalte und somit 185 Einwohner.
Im Jahr VII der Revolution (22. September 1798 bis 22. September 1799) ermittelte die Volkszählung erstmals statistische Daten über den Personenstand und das Geschlecht der Einwohner. Außerdem wurde untersucht, wie viele Einwohner im Ersten Koalitionskrieg gekämpft hatten. In Favril waren es sechs „Verteidiger des Vaterlands“ (Défenseurs de la patrie).
Bei der Volkszählung im Jahr 1866 wurde zusätzlich ermittelt, wie viele Wohnhäuser es in den Gemeinden gab, wie viele Einwohner lesen und schreiben konnten, und wer von der Landwirtschaft oder der Textilindustrie lebte. In Le Favril gab es damals 146 Wohnhäuser. Von den 499 Einwohnern konnten 117 nur lesen, 183 lesen und schreiben. 354 Personen arbeiteten in der Landwirtschaft, 42 in der Textilindustrie.
Im Jahr 2009 waren 21,1 Prozent der Erwerbstätigen in der Gemeinde beschäftigt, die anderen waren Pendler. 14,8 Prozent der Arbeitnehmer waren arbeitslos. Es gab 99 Wohngebäude in der Gemeinde, sieben davon waren leerstehend.

### Bevölkerungsentwicklung
| Jahr                       | 1962 | 1968 | 1975 | 1982 | 1990 | 1999 | 2011 | 2020 |
| Einwohner                  | 193  | 191  | 153  | 146  | 141  | 145  | 173  | 171  |
| Quellen: Cassini und INSEE |      |      |      |      |      |      |      |      |

## Kultur und Sehenswürdigkeiten

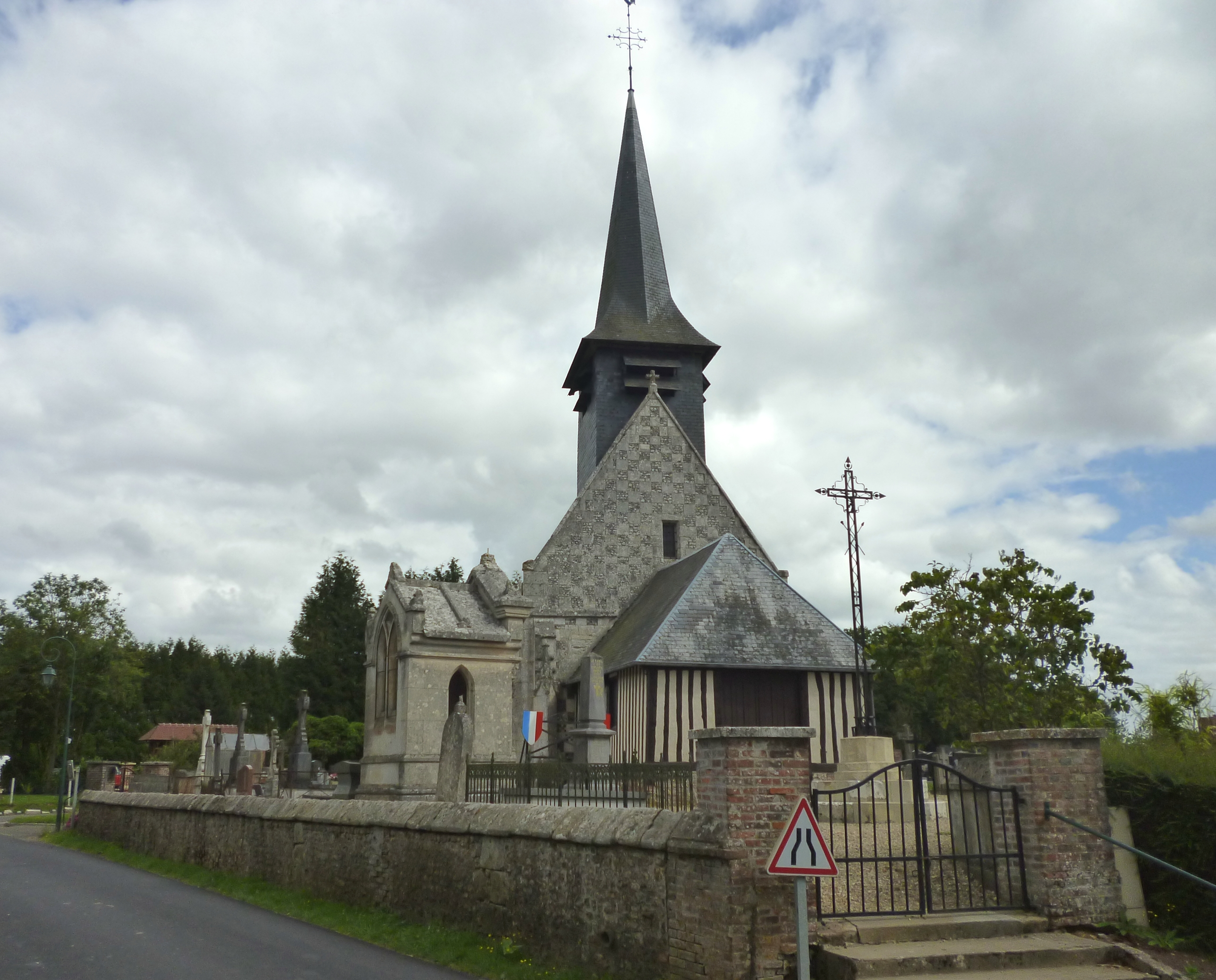
Die Kirche Sainte-Geneviève

Le Favril gehört zur römisch-katholischen Gemeinschaft Communauté de Giverville, die Teil der Pfarrei Montgeoly des Bistums Évreux ist. Schutzpatronin der Kirche Sainte-Geneviève ist die Heilige Genoveva von Paris. Die Kirche steht inmitten des Friedhofs, der von einer Mauer aus Feuerstein und Backstein umschlossen ist. Die Kirche wurde im 12. Jahrhundert erbaut. Aus jener Zeit sind jedoch nur noch wenige Mauerreste erhalten. Dazu gehört die zugemauerte „Paradiespforte“ (porte du Paradis) in der Südmauer des Kirchenschiffs. Durch diese Tür betrat früher der Priester das Gebäude und die Särge wurden durch diese Tür hinausgetragen.

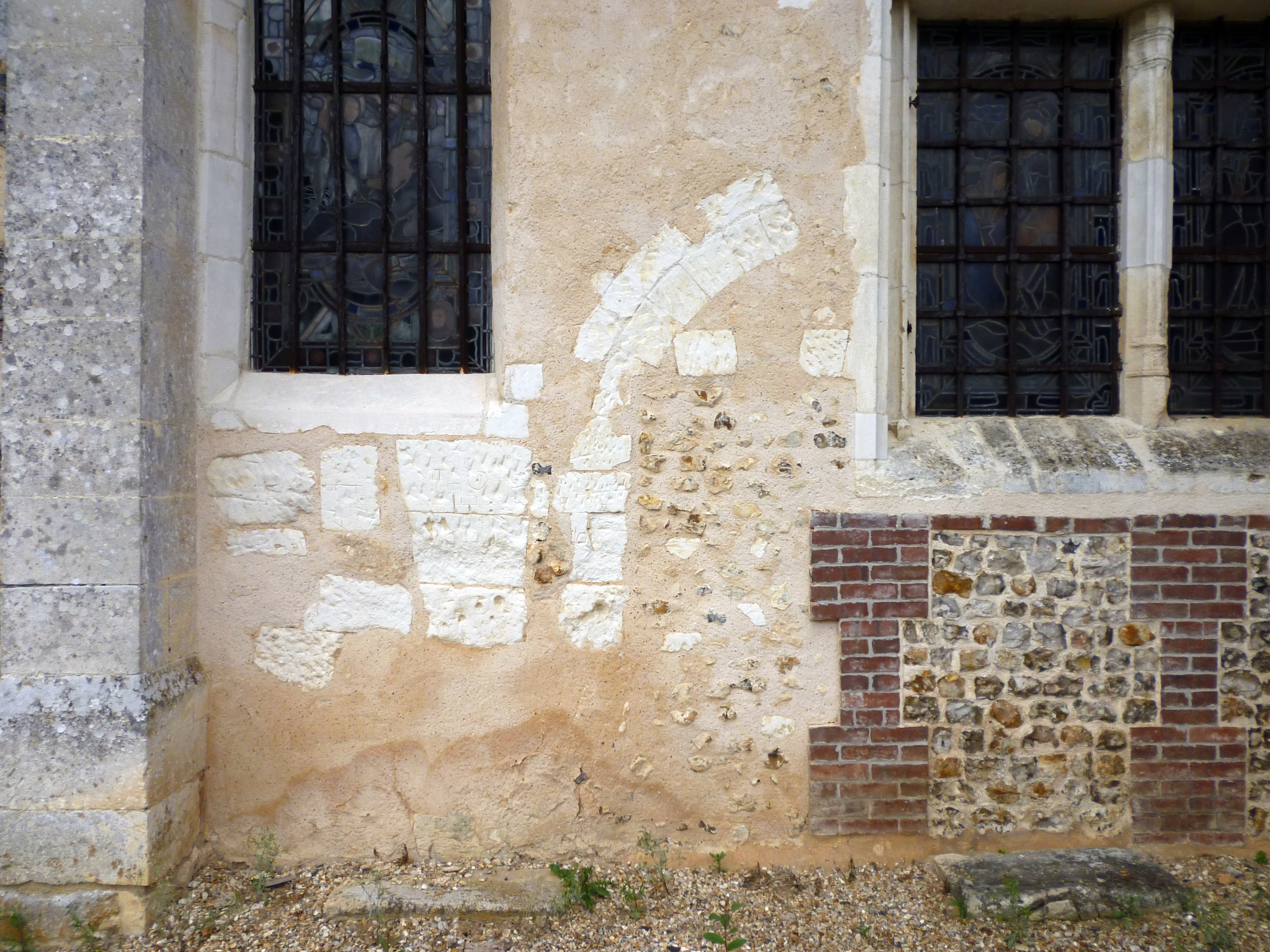
Zugemauerte „Paradiespforte“ aus dem 12. Jahrhundert

Der Chor und das Kirchenschiff wurden im 16. Jahrhundert erneuert. Die Abschnitte aus dem 16. Jahrhundert bestehen aus schwarzem Feuerstein und weißen Steinen, die im Schachbrettmuster angeordnet sind. 1786 wurden die Fenster im Kirchenschiff vergrößert. Apsis und Sakristei wurden ebenfalls im 18. Jahrhundert gebaut. Der Portalvorbau besteht aus einer Fachwerkkonstruktion und wurde im 19. Jahrhundert errichtet. Neue Kirchenfenster wurden 1936 und 1937 gefertigt und eingesetzt. Die Farbe Blau dominiert in den Fenstern, die das Leben der Heiligen Genoveva darstellen. 1961 wurde das Gebäude in das Zusatzverzeichnis der Monuments historiques (‚historische Denkmale‘) eingetragen und damit denkmalgeschützt. 1965 beschädigte ein Orkan das Gebäude. 1975 schlug der Blitz in das Dach des Kirchturms ein, daraufhin wurde die Kirche restauriert. 2001 führte übermäßiger Regen zum Absenken des Fundaments, woraufhin erneut Restaurationsmaßnahmen durchgeführt wurden.
Das Kircheninnere wurde 1991 restauriert. Die Einrichtung stammt aus verschiedenen Jahrhunderten. Die Altäre wurden im 17. Jahrhundert gebaut. In der Kirche befinden sich außerdem zwei Prozessionsbanner aus den Jahren 1886 und 1891 und mehrere Prozessionskerzenständer der Confrérie de charité von Le Favril. Die Confrérie de charité de Saint Eutrope wurde 1885 gegründet und nahm 1947 an der ersten Zusammenkunft der Charités in Giverville teil. Zu Beginn des 20. Jahrhunderts existierte noch eine zweite katholische Laienbruderschaft, die Confrérie de la Sainte Vierge, besser bekannt unter dem Namen Enfants de Marie Immaculée (‚Kinder der Jungfrau Maria‘).
Das ehemalige Herrenhaus La Bucaille ist heute nur noch eine Ruine und wird als Stall genutzt. Es handelt sich um ein Fachwerkhaus mit Grundmauern aus Feuersteinen.
Das Pfarrhaus wurde im 17. Jahrhundert errichtet. Das Fachwerkhaus beherbergt heute ein Restaurant.

## Wirtschaft und Infrastruktur
Auf dem Gemeindegebiet gelten kontrollierte Herkunftsbezeichnungen (AOC) für Pont-l’Évêque-Käse, Calvados und Pommeau (Pommeau de Normandie) sowie geschützte geographische Angaben (IGP) für Schweinefleisch (Porc de Normandie), Geflügel (Volailles de Normandie) und Cidre (Cidre de Normandie und Cidre normand).
Es gibt heute eine Grundschule in Le Favril. 1734 wurde eine Schule in Le Favril erstmals urkundlich erwähnt. Sie blieb während der Revolution bestehen, wurde aber in den 1820er Jahren geschlossen. Der Unterricht wurde bis 1892 in Nachbargemeinden erteilt. Bis 1894 wurde zuerst die Schule und dann die Mairie errichtet.